# چپاقلی
چپاقلی یا چپاقلی و صیدآباد روستایی در بخش مرکزی؛ دهستان جعفربای جنوبی؛ طول ′03 °54 شرقی و عرض ′58 °36 عرض شمالی؛ در حدود 4 کیلومتری شمال شهر بندرترکمن در کنارهٔ غربی جادهٔ بندرترکمن - کمیش دپه است.
از طرف شمال به روستای خواجه نفس، از جنوب به شهر بندر ترکمن، از غرب به دریای خزر و از شرق به روستای هاشمنلی محدود می‌شود. ارتفاع آن از سطح آب‌های آزاد ۲۴ متر است.
ونیز شیب عمومی آن از شرق به غرب می‌باشد (بسیار نامحسوس). در عین همواری زمین‌های اطراف روستا، نشانه‌هایی از چند پادگانهٔ دریایی در اطراف روستا به چشم می خورد که حاکی از پیشروی دریا در دوره‌های گذشته می‌باشد که در مکان یابی روستا متأسفانه به این موضوع و نیز اختلاف ارتفاعی اندک آن با سطح دریای خزر توجهی نشده است در حالی که این امر با توجه به برخی مطالعات انجام شده در سطح منطقه نشان از خطر بالای آبگرفتگی منطقه دارد. حتی یکی از آنها از میان بافت روستا می گذرد. یاشاسین چپاقلی

## پیشینهٔ تاریخی
در حدود سالهای 30- 1320 شخصی به نام " ملا عراز حاجی" با سکونت در محلی واقع در ساحل دریای خزر (که موقعیت آن در عکس شماره ی5 ) پایه گذار روستایی بود که در ابتدا به نام خود وی خوانده می شد. بعد از وی کم کم به صورت خودجوش، افرادی از سایر نقاط در آنجا جمع شدند. با رونق گرفتن فعالیت صیادی، این مکان کم کم گسترش یافت، تاثیر این فعالیت اقتصادی در توسعه روستا به حدی بود که نام روستا را تغیر داد و "چاپاقلی" (چاپاق، اسم ترکمنی یک نوع ماهی در دریای خزر است و" لی" پسوندی است برای مکان و مالکیت). در طول این سال‌ها سطح آب دریا نوساناتی داشت . بالاخره در سال1372، دریا به حدی پیشروی کرد که باعث آبگرفتگی در روستا گردید و حتی تا 2 کیلومتری ساحل هم آمد و تا مدتها حتی هم اکنون در آنجا باقی‌ماند.مردم تا یکی، دو سال در روستای آب گرفته زندگی می کردند. در سالهای 73-1372 مردم با کمک دولت در مکانی در حدود 3 کیلومتری مشرق آنجا ساکن شدند. بنابراین اسکان در محل کنونی به صورت اجباری و ناشی از تهدید و فشار عوامل طبیعی (سیل) بوده است.

## وضعیت اجتماعی و فرهنگی

### ویژگی‌های اجتماعی
ساختارهای اجتماعی؛ در مورد اکثر روستاهای اطراف می توان گفت که تقریباً از یک یا دو یا چند طایفهٔ محدود شکل گرفته اند مانند روستای «هاشمنلی» یا «توماجلر» که به ترتیب اکثراً از طایفهٔ «هاشمن» و «توماج» هستند و به همین نام روستای خود را نام نهاده‌اند . اما این روستا که توسط شخصی به نام ملاعراز حاجی (و روستایی کوچکتر در کنار آن توسط شخصی به نام سید حاجی ) پایه گذاری شده بود، به مرور با رونق گرفتن فعالیت صیادی، عده‌ای ا نقاط مختلف در آنجا جمع شده و روستا را وسعت دادند . بنابراین مشخص است که سکونتگاه طایفه واحدی نبوده است. همین عامل تا حدی سبب کاهش درجهٔ اتحاد بین مردم در برخی موارد شده است که در مواقعی انجام کارها عمرانی و برخی دیگراز کارهای عمومی را کمی مشکل می کند. مثلاً طرح جمع آوری زبالهٔ روستا به طور مرتب و منظم، به دلیل عدم همکاری عده‌ای، به خوبی اجرا نمی‌شود .
در سطحی دیگر روابط اجتماعی بین مردم تابع همان فرهنگ ترکمن‌ها ست، با نفوذ برخی ظواهر اجتماعی فرهنگ ایرانی (فارسی)، فرهنگ احترام به افراد کهنسال و بزرگترها همچنان حفظ شده است، در تمامی خانواده‌ها، پدر سرپرست خانواده است و فرهنگ مرد سالاری تا حدی حاکم است. فرهنگ مردم روستا مورد بخصوصی ندارد و همان فرهنگ غالب ترکمنی است .
به لحاظ مذهبی هیچ گونه تنوعی وجود ندارد و صد درصد اهالی تابع مذهب حنفی از مذاهب چهارگانهٔ اهل سنت هستند . از مساجد روستا فقط به عنوان محل برگزاری نماز و قرائت و آموزش قرآن به علاوه سخنرانی نماز جمعه استفاده می‌شود و استفاده دیگری ندارد. همچنین زنان به مسجد نمی‌روند .
تعصبات قبیله‌ای در بین مردم چندان جایگاهی ندارد (که دلیل آن قبلاً ذکر شده است ) ولی تعصبات مذهبی نسبتاً رایج است .
زبان مردم هم مانند مذهب تنوعی ندارد و همان زبان ترکمنی (همهٔ اهالی ) رایج در منطقه می باشد.

### وضعیت اقتصادی

#### تفکیک بخش‌های سه گانه و منابع درآمد
براساس آمار سرشماری 1375 از کل جمعیت فعال روستای چپاقلی 32 درصد شاغل و 30,8 درصد بیکار هستند. ساختار اقتصادی روستا وابسته به کشاورزی است، به نحوی که 97 درصد از شاغلین روستا کشاورز هستند، 2,2 درصد در بخش خدمات و 0,8 درصد در بخش صنعت فعالیت می کنند. همان طور که اشاره شد توسعهٔ این روستا بستگی زیادی به فعالیت صیادی داشته و دارد، بنابراین واضح است که عمده‌ترین فعالیت اقتصادی در آن، فعالیت صیادی باشد.. درآمد و معشیت بسیاری از ساکنین وابسته به این فعالیت است و مناظر روزانه داخل روستا به طور واضحی نشانگر این مسئله است .
حدود 200 (به علت عدم وجود آمار، این آمار غیر رسمی بوده و با مشاهدات و مصاحبه بدست آمده است.) نفر (عموماً سرپرستان خانواده) به طور رسمی و قانونی از طریق فعالیت در شرکت‌های تعاونی صیادی وابسته به شیلات امرار معاش می کنند . اما به دلیل محدودیت و شرایط این صورت از فعالیت صیادی، عدهٔ زیادی از مردم به صیادی خارج از چارچوب قانونی این شرکت‌ها می پردازند، که به دو صورت کوچک و محدود روزانه یا گروهی و وسیع و دوره‌ای انجام می‌شود . البته ریسک حالت دوم زیاد است، به طوری که تاکنون - به ویژه در چند سال اخیر - چندین نفر از همین روستا در این راه جان خود را از دست داده‌اند (غرق شدن در دریا، تصادف در تعقیب و گریز با ماموران حراست دریا، درگیری در دریا با ماموران حراست دریایی کشور همسایه - به دلیل صید در آبهای کشور همسایه - و نیز درگیری با ماموران داخلی و...) زیرا صید ماهی مخصوصا ماهیان خاویاری در این دریا به جز از از طریق تعاونی‌های شیلات معمولاً ممنوع می‌باشد، با وجود این بازهم به علت بیداد بیکاری در روستا و کل منطقه، فشار معشیت مردم را به این کار وا می دارد .
در ظاهر امر چنین شیوهٔ صیادی مذموم به نظر می رسد ولی بدون در نظر گرفتن شرایط منطقه و آشنایی با آن نمی توان در مورد این فعالیت اظهار نظر کرد .
اما سایر فعالیت‌های اقتصادی؛ بعد از صیادی، عمده‌ترین فعالیت اقتصادی، دامداری و زراعت است . البته دامداری در مقیاس وسیع (گله‌ای یا دامداری‌های بزرگ) در داخل بافت روستا به چشم نمی‌آید و عمدتاً به صورت نگهداری تعداد محدودی دام در حیاط منازل است . البته در اطراف روستا چند واحد دامداری صنعتی وجود دارد که وابستگی و اثر خاصی بر روستا ندارد . دام‌های موجود شامل گاو، گوسفند، طیور و تعدادی بز و شتر می‌باشد . این دام‌ها عمدتاً به صورت دستی تغذیه می شوند و فقط در مواقعی از سال برخی از آنها به صورت روزانه در مراتع (زمین‌های کشاورزی برداشت شده یا کشت نشده ) یا زمین‌های خالی سرسبز تعلیف می شوند (در کنار تغذیه دستی ).
از این دام‌ها فر آورده‌هایی چون شیر و لبنیات، گوشت، پشم، تخم مرغ و کود حیوانی بدست می آید که مکان مصرف و عرضه آنها عمدتاً شهر بندر ترکمن و نیز داخل خود روستاست .البته چند سالی است که شیر توسط شرکت هایی جمع آوری می‌شود و میزان شیر عرضه شده و نیز لبنیات در خود روستا کاهش یافته است .
فعالیت دیگر قالی بافی است . هیچ گونه فعالیت باغداری در روستا و اطراف آن انجام نمی‌شود و درختان موجود در بافت مسکونی روستا، درختان باغچه هستند که جهت تزیین و استفادهٔ خانگی از میوه‌هایشان کشت می شوند .
اما فعالیت قالی بافی، از دو جهت اهمیت دارد، به لحاظ اقتصادی و هم به لحاظ فرهنگی که این دو جنبه با یکدیگر عجین شده‌اند . فعالیت قالی بافی کاملاً توسط زنان و دختران انجام می گیرد و بافت آن با سه هدف عمده صورت می گیرد :
فروش (در آمد)، جهزیه عروس و استفاده در منزل . در زبان ترکمنی به نوع اول « ساتلیق» و به نوع دوم و سوم «توتلیق» می گویند. قالی‌ها و قالیچه‌های فروشی توسط افراد مشغول در کار خرید و فروش قالی (واسطه ها) سفارش شده و با تامین مواد اولیه (انواع نخ قالی) توسط آنها، در نهایت به خود ایشان فروخته می‌شود، یا اینکه عده‌ای که نیاز به قالی برای جهیزیه عروس دارند، به بافندگان سفارش می دهند .
عمدهٔ قالی‌های و قالیچه‌ها بدون الگو و نقشه بافته می شوند ( به جز قالی هایی با نقش‌های جدید کم کاربرد ).دختران از کودکی این الگو و نقش‌ها را که به آنها« گل» می گویند، می آموزند و در ذهن خود حفظ می کنند .
فعالیت‌های بخش‌های دیگر محدود است . این فعالیت‌ها شامل :
کارگاه‌های نجاری، آلومینیوم کاری، ساخت و تعمیر قایق‌های موتوری و خدمات بقالی، نانوایی، شرکت و فروشگاه تعاونی و آرایشگاه است.